# Prvački trofej 1985. (hokej na travi)
7. Prvački trofej se održao 1985. godine.

## Mjesto i vrijeme održavanja
Održao se od 16. do 24. studenog 1985.
Susreti su se odigrali u Perthu u Australiji.

## Sudionici
Sudjelovali su domaćin i branitelj naslova Australija, Uj. Kraljevstvo, Indija, Nizozemska, Pakistan i SR Njemačka.

## Natjecateljski sustav
Ovaj turnir se igralo po jednostrukom ligaškom sustavu. Za pobjedu se dobivalo 2 boda, za neriješeno 1 bod, a za poraz nijedan bod. 
Susrete se igralo na umjetnoj travi.

## Rezultati
```
* Nizozemska - Australija             1:2
* Pakistan - Indija                   1:2
* SR Njemačka - Uj. Kraljevstvo       1:1
```

```
* Indija - Australija                 1:4
* SR Njemačka - Pakistan              3:1
* Nizozemska - Uj. Kraljevstvo        0:2
```

```
* Indija - SR Njemačka                5:5
* Australija - Uj. Kraljevstvo        3:2
* Nizozemska - Pakistan               3:4
```

```
* Nizozemska - Indija                 3:0
* Australija - SR Njemačka            2:1
* Pakistan - Uj. Kraljevstvo          1:1
```

```
* Nizozemska - SR Njemačka            3:3
* Pakistan - Australija               3:1 
* Indija - Uj. Kraljevstvo            1:2
```

```
Završni poredak:
```

```
 1. 
 Australija          5     4     0     1     (12 :  8)        
8

 2. 
 Uj. Kraljevstvo     5     2     2     1     ( 8 :  6)        
6

 3. 
 SR Njemačka         5     1     3     1     (13 : 12)        
5

 4. 
 Pakistan            5     2     1     2     (10 : 11)        
3

 
 5. 
 Nizozemska          5     1     1     3     (10 : 11)        
3

 
 6. 
 Indija              5     1     1     3     ( 9 : 15)        
3
```

| Pobjednici              |
| ----------------------- |
| Australija Treći naslov |

## Najbolji sudionici
| Najbolji strijelac           |
| ---------------------------- |
| Carsten Fischer (9 pogodaka) |